# Metrosideros robusta
Metrosideros robusta é uma espécie de árvore de grande porte endêmica da Nova Zelândia. Ela cresce até 25 metros de altura ou mais, e, geralmente, começa a sua vida como uma hemiepífita alta nos ramos de uma árvore de floresta madura; ao longo dos séculos a árvore jovem envia raízes para baixo e ao redor do tronco de seu hospedeiro, eventualmente formando um pseudotronco maciço, frequentemente é composta por raízes fundidas.